# Reformkrafternas förbund
Reformkrafternas förbund (Savez reformskih snaga Jugoslavije) var ett tidigare jugoslaviskt politiskt parti, bildat och lett av Ante Marković.
Partiet var kortlivat och fick inga större valframgångar men kom att inspirera till flera liberala partibildningar som Reformistpartiet i Serbien (som 1992 gick upp i Serbiska Medborgarförbundet), Makedonska reformkrafterna-Liberala partiet och Montenegros liberala allians. 